# Ramon Faura i Labat
Ramon Faura i Labat (Talteüll, Rosselló, 19 de febrer de 1979) és un activista lingüístic i cultural nord-català, creador del Col·lectiu Angelets de la Terra.
És fill d'una restauradora bearnesa de la Vall d'Aussau i de Ramon Faura-Llavari, pintor català de la Serra de l'Obac deixeble de Joan Miró a l'Escola Massana. Va estudiar economia i lingüística a la Universitat de Perpinyà i en 2000 va aprendre català fent un erasmus a la Universitat de Girona. En 2001 va ser gerent de l'empresa Prats Dumas de la Dordonya. Des de 2001 va impulsar l'Associació Angelets de la Terra, que edita una revista trimestral en català i en francès i que vol donar un nou impuls al catalanisme polític i cultural a la Catalunya del Nord. Des d'aquesta associació ha impulsat una penya de la USAP i dels Dragons Catalans de Perpinyà a Catalunya del Sud; juntament amb la Plataforma per la Llengua ha fet una crida a la SNCF francesa per impulsar la retolació en català a les estacions ferroviàries nordcatalanes. De 2005 a 2008 ha impulsat una diada de Sant Jordi alternativa a l'oficial a Perpinyà. De 2007 a 2012 ha impulsat la Setmana per la Llengua amb Nits de Poesia, congregant artistes d'arreu dels Països Catalans. També ha estat un dels impulsors en 2010 del Col·lectiu Joan Pau Giné, després Col·lectiu Angelets de la Terra, per tal de revifar la música nord-catalana. En 2016 fou guardonat amb un dels Premis d'Actuació Cívica de la Fundació Lluís Carulla.
Políticament en 2005 es va presentar com a catalanista independent del grup Politic66 amb suport del Partit Radical d'Esquerra (PRG) a les eleccions cantonals al barri d'Alt Vernet (Cantó de Perpinyà-1), on hi va obtenir el 3,6 % dels vots. A les eleccions cantonals franceses de 2008 al centre històric de Perpinyà (cantó de Perpinyà-2), on hi va obtenir el 7,71 % dels vots. En 2009 es va presentar novament com a candidat a les eleccions municipals de Perpinyà i a les eleccions al Parlament Europeu de 2009. A les eleccions cantonals franceses de 2011 es va retirar a favor del candidat d'esquerres per tal de no afavorir l'extrema dreta.